# الکسی بوگولیوبوف
الکسی پتروویچ بوگولیوبوف (روسی: Алексе́й Петро́вич Боголю́бов؛ ۱۶ مارس ۱۸۲۴ - ۳ فوریه ۱۸۹۶) منظره‌نگار و دریا نگار روسی بود.
بوگولیوبوف در روستای پومرانی در استان نووگورود به‌دنیا آمد. پدرش سرهنگ بازنشسته پیوتر گاوریلوویچ بوگولیوبوف بود. پدربزرگ مادری بوگولیوبوف، فیلسوف و منتقد اجتماعی الکساندر رادیشچف بود.
در سال ۱۸۴۱، بوگولیوبوف از مدرسه نظامی فارغ‌التحصیل شد، در نیروی دریایی امپراتوری روسیه خدمت کرد و با ناوگان به بسیاری از کشورها سفر کرد. در سال ۱۸۴۹، او شروع به شرکت در کلاس‌های آکادمی هنر سنت پترزبورگ کرد، جایی که زیر نظر ماکسیم وروبیف تحصیل کرد. این نقاش جوان بسیار تحت تأثیر ایوان آیوازوفسکی قرار گرفت. در سال ۱۸۵۳، آکادمی را با مدال طلا به پایان رساند. او به عنوان افسر نیروی دریایی بازنشسته شد و به عنوان هنرمند در ستاد نیروی دریایی منصوب گردید.